# Hönningen
Hönningen é um município da Alemanha localizada no distrito de Ahrweiler, na associação municipal de Verbandsgemeinde Altenahr, no estado da Renânia-Palatinado.

## Política
|      | CDU | FWG | Total       |
| 2009 | 11  | 5   | 16 Cadeiras |
| 2004 | 11  | 5   | 16 Cadeiras |